# HH 110
HH 110 – obiekt Herbiga-Haro widoczny w gwiazdozbiorze Oriona, znajdujący się w odległości około 1,3 tys. lat świetlnych od Ziemi. Obiekt znajduje się wewnątrz obłoku molekularnego L1617.
HH 110 wyróżnia się spośród innych obiektów Herbiga-Haro stosunkowo dużym kątem rozwarcia i chaotyczną strukturą złożoną z wielu „węzłów”. Większość obiektów HH występuje ponadto parami (np. HH 46/47). HH 110 jest pojedynczym dżetem gorącego gazu. Nie znaleziono do tej pory źródła, z którego wybiega dżet. W przypadku typowych obiektów Herbiga-Haro, źródłami są bardzo młode gwiazdy. Według jednej z teorii HH 110 powstaje na skutek zderzenia innego dżetu, HH 270, z obłokiem molekularnym. Miałaby to być przyczyna chaotycznej struktury i dużego kąta rozwarcia.
HH 34 znajduje się blisko Mgławicy Oriona, jednego z najbardziej produktywnych rejonów powstawania gwiazd w naszej Galaktyce.